# John O’Riordan
John C. O’Riordan CSSp (* 6. Januar 1924 in Effin, County Limerick, Irland; † 22. November 2016) war ein irischer Ordensgeistlicher und römisch-katholischer Bischof von Kenema in Sierra Leone.

## Leben
John C. O’Riordan trat der Ordensgemeinschaft der Spiritaner bei und empfing am 29. Juni 1952 die Priesterweihe.
Papst Johannes Paul II. ernannte ihn am 4. Juni 1984 zum Bischof von Kenema. Der Erzbischof von Freetown und Bo, Joseph Henry Ganda, spendete ihm am 2. Dezember desselben Jahres die Bischofsweihe; Mitkonsekratoren waren Michael Kpakala Francis, Erzbischof von Monrovia, und Boniface Nyema Dalieh, Bischof von Cape Palmas.
Am 26. April 2002 nahm Johannes Paul II. seinen altersbedingten Rücktritt an.